# Anaea tehuana
Anaea tehuana är en fjärilsart som beskrevs av Hall 1917. Anaea tehuana ingår i släktet Anaea och familjen praktfjärilar. Inga underarter finns listade i Catalogue of Life.